# Drepanogynis prosecta
Drepanogynis prosecta là một loài bướm đêm trong họ Geometridae.